# Спытковице (гмина, Вадовицкий повет)
Спытковице (пол. Spytkowice) — сельская гмина (волость) в Польше, входит как административная единица в Вадовицкий повет, Малопольское воеводство. Население — 9282 человека (на 2004 год).

## Демография
| Перепись                       | Всего   | Всего | Женщины | Женщины | Мужчины | Мужчины |
| ------------------------------ | ------- | ----- | ------- | ------- | ------- | ------- |
| Единицы                        | человек | %     | человек | %       | человек | %       |
| Население                      | 9282    | 100   | 4750    | 51,2    | 4532    | 48,8    |
| Плотность населения (чел./км²) | 197,4   | 197,4 | 101     | 101     | 96,4    | 96,4    |

## Соседние гмины
1. Гмина Альверня
2. Гмина Бжезница
3. Гмина Чернихув
4. Гмина Томице
5. Гмина Затор